# 杨国强 (1954年)
杨国强（1954年11月—），中华人民共和国外交官，曾任中华人民共和国驻拉脱维亚共和国特命全权大使。